# Linia (film)
Linia − polski film obyczajowy z 1974 roku w reżyserii Kazimierza Kutza, zrealizowany na podstawie powieści Jerzego Wawrzaka.
Zdjęcia kręcono w Warcie, Sieradzu i Zduńskiej Woli.

## Obsada aktorska
- Czesław Jaroszyński − Michał Górczyn
- Teresa Lipowska − Elżbieta Górczynowa
- Stanisław Igar − Stanisław Juzała, szef kontroli
- Joanna Bogacka − Katarzyna Bukowska
- Leonard Pietraszak − redaktor Stefan Walicki
- Julian Jabczyński − Jerzy Bukowski, ojciec Katarzyny
- Kazimierz Iwiński − starosta Cendrowski
- Zbigniew Bogdański − dyrektor Szewczyk
- Jerzy Siwy